# 고도경제성장

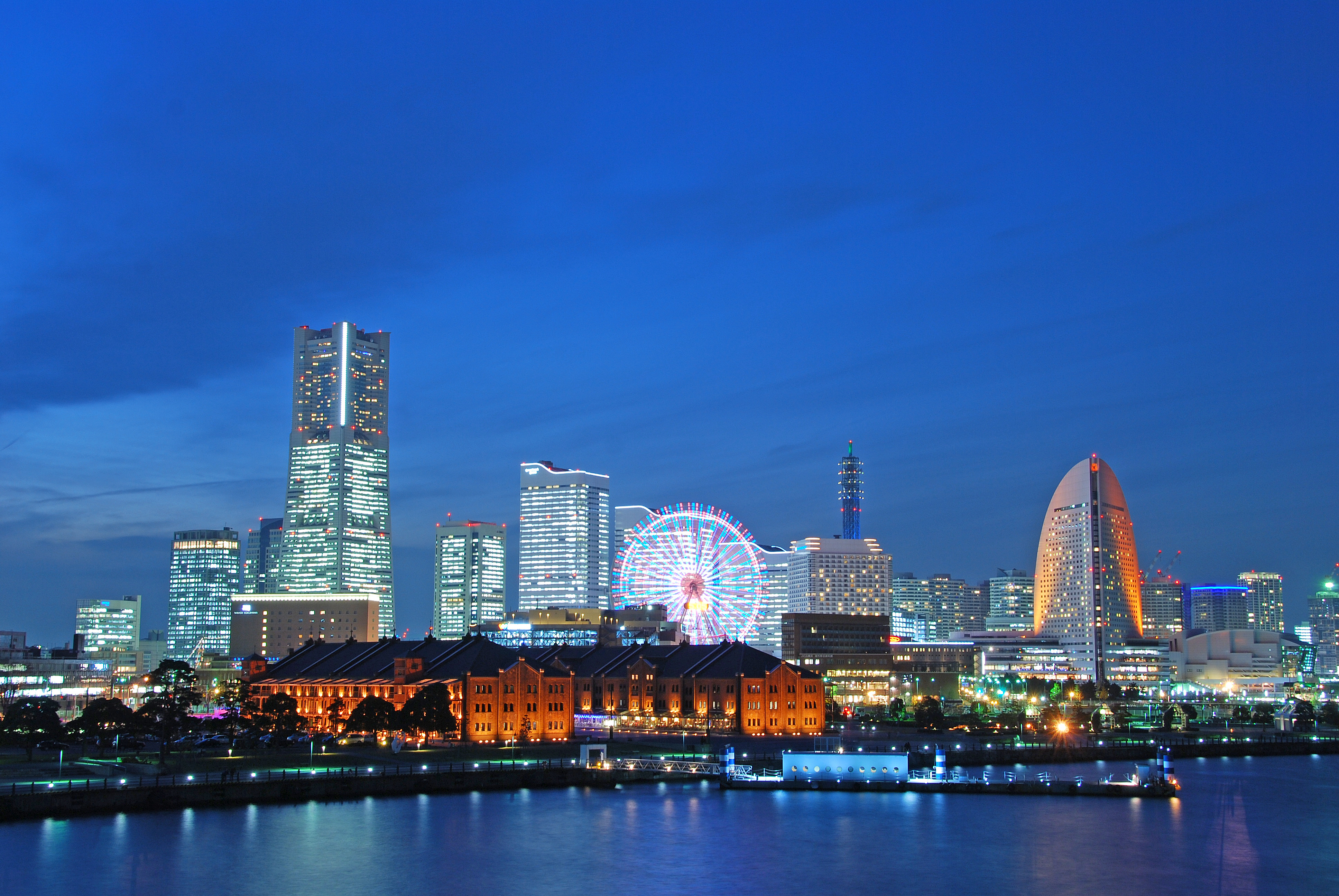
고도 경제 성장 시기가 지나고 발달한 요코하마의 미나토 미라이 21

고도경제성장(일본어: 高度経済成長 고도케이자이세이초[*])은 일본이 제2차 세계 대전 이후에 빠른 속도로 경제 규모가 계속하여 성장한 것을 말한다. 일본의 경제가 빠르게 성장한 시기는 1955년부터 1973년까지 이르는 18년 간이다.

## 패전 이후의 부활
제2차 세계 대전에 있어서 패배에 의해 일본 국토가 황폐가 되고 혼란이 시작되었다. 하지만, 1950년에 한국 전쟁이 발생하자, 1955년경에는 일본 경제는 고도 성장이 시작되었다. 에너지는 석탄에서 석유로 변하고 태평양 연안에는 콤비나트가 줄지어 섰다. 재벌계 기업이 다시 일어선 것도 이 때쯤이라고 말해진다. 이 경제성장의 요인은 노동력이 싼 농업 노동력의 활용, 높은 저축율, 민간투자 수출에 있어서 유리한 엔하락 시세 (고정제), 안정된 투자 자금, 케인즈 경제 정책, 소득 배증 계획, 정부의 설비투자 촉진책에 의한 공업용지등의 조성, 전시중의 군수생산을 위해서 발달한 기술력을 들 수 있다.

## GNP 2위
1960년대에는 1964년 도쿄 하계 올림픽 개최, 베트남 전쟁, 1970년에 개최된 오사카 엑스포 등에 의한 특수 수요가 있어 1968년에는 국민 총생산(GNP)이 자본주의 국가중에서 2위에 달했다. 이 경제성장은 세계적으로 봐도 드문 예이며 종전 직후의 부흥으로부터 계속되는 일련의 경제 성장은 「동양의 기적」이라고 말해졌다. 이 경이적인 경제성장에의 동경이나 경의로 일본을 본을받는 나라까지 드러나고 있다. 대표적인 예는 말레이시아의 룩 이스트 정책(ms:Dasar Pandang ke Timur 또는 ja:ルックイースト政策을 각각 참조)이 있다. 현재에서는 「전후 쇼와」의 대명사로서 1960년대의 영상자료가 사용되는 것이 많다.
이 시대에는 텔레비전·세탁기·냉장고의 3종류의 가전제품은 삼종신기라고 불려 급속히 가정에 보급되어 갔다. 가전제품의 보급은 생활 시간의 배분에도 큰 영향을 주고 여성의 사회진출을 조금씩 촉진시키게 되었다. 이 당시의 풍조로서는 「큰 것은 좋은 일이다」가 유행어가 되고 「거인(요미우리 자이언츠)·다이호(다이호 고키)·달걀부침(다마고야키)」이 상징으로 여겨졌다. 「동양의 기적」라고 말하는 말이 사용되기 시작했을 때는 일본인 독특의 「근면」 「개인보다 집단을 중요시한다 (=화의 문화)」등이 요인으로서 들 수 있었던 시기도 있었다.

## 증권불황
순조로운 경제성장은 동시에 증권시장의 성장도 재촉하고 잔고는 1961년에는 4년 전의 약 10배가 되는 1조엔을 돌파했다. 이 기세는 당시 「은행이야 안녕 증권이야 어서와」라고 하는 문구가 유행할 만큼이었다. 그러나 1964년경부터 경제는 급속히 축소해 사태는 바뀌게 되었다. 1964년에 선 웨이브와 같은 회사가 도산했다. 증권 회사들이 일제히 적자에 빠졌다. 이러한 사태를 받고 불황확대를 막기 위해서 정부는 1965년 5월에 야마이치 증권에의 특별융자를, 7월에는 전후 처음으로 적자 국채의 발행을 정했다. 이 결과 쇼와공황의 재래를 미연에 방지해서 고도 경제 성장을 지속하게 된다.

## 폐해
이러한 경제 성장으로 인해 사회 공공투자나 복지지출은 저수준에 머무르고 또 환경 파괴가 일어나서 「미나마타병」이나 「이타이이타이병」「욧카이치 천식(ja:四日市ぜんそく)」「니가타병」(ja:新潟病)」이라고 한 공해병의 발생하고, 쓰레기 문제 등의 공해 문제가 고도 경제성장기 후반이 되면서 심각해졌다.
이것은 국민이 환경보다도 경제성장을 우선한 결과로 있다고 말할 수 있다. 또 도시에의 인구 집중에 의한 과밀문제의 발생과 지방에서의 인구 감소에 의한 도시-농촌 인구 문제가 발생하게 되었다. 그 후, 공해대책기본법의 제정이나 『일본 열도개조론』의 제창을 하기도 한다.

## 안정 성장
1971년 닉슨 쇼크에 의한 실질적인 엔의 절상은 국제 수지가 과도한 흑자를 발생하여 경제의 안정에 기여했다. 1973년의 4차 중동 전쟁을 계기로 원유가격이 상승하고 오일쇼크에 빠진 것으로, 전후 처음으로 실질 마이너스 성장을 경험해서 경제 성장 시대는 끝나고, 그 후는 안정성장기(ja:安定成長期)로 넘어갔다.
제2차 베이비 붐도 끝나고 1980년 이후의 일본은 출생률 감소의 길을 걷게 되었다. 거품 경제 붕괴 이후 실질경제성장은 계속되고 있고 아예 경제 성장이 끝난 것은 아니다. 한편 드물게 거품 경제 붕괴까지를 전후의 좋은 시대로서 「고도 경제 성장」이라고 묶는 경우도 있지만 별로 그다지 일반적이지 않다. 덧붙여 이 일련의 흐름을 영어로는 Japanese miracle라고 부른다.

## 종결
공식적인 일본 경제 호황의 끝은 1980년대 말기에서 시작되어 1990년대 후반까지 절정에 달하였던 일본의 버블경제 붕괴시기로 꼽힌다. 이후 일본은 마이너스 성장세나 0% 혹은 1~2% 대의 아주 저조한 성장을 이어가는 중이다.

## 같이 보기
- 이자나기 경기
- 경제 기적(영어판) (여러 나라의 경제 성장)
- 한강의 기적 (대한민국의 경제 성장)
- 동아시아의 기적 (동아시아의 경제 성장)
- 라인강의 기적
- 룩 이스트 정책